# Romer Sø
Romer Sø är en sjö i Avannaarsua på Grönland. Dess yta är 225 km2.